# Bondage Fruit
Bondage Fruit ist eine japanische experimentelle Zeuhl-Band, die im Jahr 1990 gegründet wurde.

## Bandgeschichte
Die Ursprünge von Bondage Fruit gehen zurück auf das Jahr 1980, als Yuji Katsui eine Band namens Deforme gründete. In den ersten Jahren von Bondage Fruit wechselte die Besetzung ständig, erst 1993 wurde sie stabil, nachdem Kumiko Takara, Yoichi Okabe, Aki Kubota (später auch Koenjihyakkei) und Yuki Saga beigetreten waren. Die Band konnte sich durch Auftritte in Tokio eine kleine Anhängerschaft erspielen. Ihr selbstbetiteltes Debütalbum erschien im Jahr 1994 und bot abwechslungsreichen, virtuosen und komplexen Zeuhl mit einigen Jazz- und Folk-Einflüssen.
Vor dem zweiten Album, das 1996 erschien, verließ Aki Kubota die Band und wurde durch Yen Chang, bereits Gastsängerin auf dem Debüt, ersetzt. Sie und Yuki Saga stiegen nach dem zweiten Album aus der Band aus, danach blieb die Besetzung stabil. Über die Jahre entfernten sich Bondage Fruit vom ursprünglichen Zeuhl und integrierten viele experimentelle und improvisierte Elemente in ihren Stil.
Gründungsmitglied und Gitarrist Natsuki Kido gründete 1998 mit Tatsuya Yoshida von Ruins und Koenjihyakkei auch die AvantProg-Fusion-Band Korekyojinn.

## Diskografie
- 1994: Bondage Fruit
- 1996: II
- 1997: III – Récit
- 1999: Selected (Kompilation)
- 1999: IV
- 2002: V – Skin
- 2005: VI